# Johnson Toribiong
Johnson Toribiong   (Airai, 22 de juliol de 1946) és un advocat i polític de Palau. Es va convertir en el president de Palau, després de la seva victòria a les eleccions de novembre de 2008, i va deixar el càrrec el 2013. Abans de les eleccions del 2020, Toribiong s'ha presentat a la presidència quatre vegades: el 1992, el 1996, el 2008 i el 2012.

## Antecedents i inicis de carrera
Toribiong va néixer a Airai, un dels estats de Palau. Va assistir al College of Guam, 1965–66, i té un títol de Juris Doctor (1972) i un màster en dret (1973) per la Facultat de Dret de la Universitat de Washington. El seu LL.M. La tesi portava per títol "Contaminació per petroli per vaixells i Micronèsia: estudi de la jurisdicció marítima i les lleis aplicables".
Va ser elegit al Senat de Palau l'any 1980. A les eleccions de 1992; va atreure 3.188 vots per a la presidència, enfront dels 2.084 del president actual Ngiratkel Etpison i 3.125 del rival Kuniwo Nakamura; tanmateix, com que cap candidat va atreure més del 50% dels vots, Nakamura i Toribiong van passar a una segona volta, en la qual Toribiong no va guanyar.

## Presidència
Va ser candidat a la presidència de Palau durant les eleccions presidencials de novembre de 2008. El seu company de fórmula per a vicepresident va ser Kerai Mariur, delegat al Congrés Nacional de Palau. Toribiong es va oposar a Elias Camsek Chin, el vicepresident sortint de Palau. En una votació anticipada i no oficial amb 1.629 vots enfront dels 1.499 de Chin. Finalment, el lideratge es va mantenir i Toribiong va guanyar a Chin a les eleccions. Va ser investit com a president de Palau el 15 de gener de 2009.
Va perdre a les eleccions presidencials del 2012. Un dels problemes va ser la seva acceptació de 6 antics presoners uigurs al camp de detenció de Guantánamo, que no encaixaven en la societat de Palau.